# Sophia Jex-Blake
Sophia Louisa Jex-Blake, född 21 januari 1840 i Hastings, East Sussex, död 7 januari 1912 i Mark Cross nära Rotherfield, East Sussex, var en brittisk läkare och feminist.
Jex-Blake bedrev en kampanj för kvinnors tillträde till läkaryrket. Hon var samtida med Elizabeth Garrett Anderson, men var mer påstridig och mötte ännu större fientlighet från män. År 1874 grundade hon London School of Medicine for Women och öppnade 1878, som Skottlands första kvinnliga läkare, en dispensär, vilken 1886 ombildades till Edinburgh Hospital for Women and Children. År 1888 öppnade hon även en medicinsk skola för kvinnor, men denna stängdes 1894 efter att hon lyckats övertala Edinburgh Medical School att acceptera kvinnliga studenter.